# Diari Oficial de Galícia

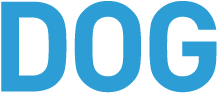
Logotip del DOG

El Diari Oficial de Galícia (DOG, en gallec: Diario Oficial de Galicia) és el diari oficial de Galícia, on es divulguen amb caràcter oficial les normes jurídiques i altres actes de l'administració i del govern gallec perquè produeixin els efectes jurídics corresponents.
Va néixer al mateix temps que l'administració autonòmica i el seu primer número es va publicar el divendres 1 de desembre de 1978. El maig de 2011 va deixar d'editar-se en paper i des de llavors només existeix en la seva versió digital.